# جودیت لین
جودیت لین (انگلیسی: Judith Lean؛ زادهٔ ۱ ژانویهٔ ۱۹۵۳) دانشمند استرالیایی-آمریکایی در زمینه خورشیدی و آب و هوا است. او یک دانشمند ارشد در آزمایشگاه تحقیقات نیروی دریایی ایالات متحده است. لین سه بار جایزه دستاورد گروه ناسا را دریافت کرده و عضو منتخب چندین انجمن دانشگاهی است.